# Венельт, Артур
Артур Рудольф Бертольд Венельт (нем. Arthur Rudolph Berthold Wehnelt, 4 апреля 1871, Рио-де-Жанейро — 15 февраля 1944, Берлин) — немецкий физик, внёсший значительный вклад в изучение физики рентгеновского изучения, газоразрядной и электронной эмиссии.

## Биография
Родители Венельта вернулись в Германию из Бразилии, когда он был ещё ребёнком. Учился на физика в берлинской высшей технической школе, и с 1893 по 1897 гг. в университете Фридриха Вильгельма в Берлине. Получил PhD в 1898 в Эрлангене.